# Peaceville Records
Peaceville Records is een invloedrijk en onafhankelijk Engels platenlabel dat werd opgericht in 1987 door Paul Halmshaw, een voormalig bandlid van Instigators en Civilised Society.
Het label is voornamelijk bekend om onder andere hun invloed eind jaren 1980 en begin jaren 1990 in de ontwikkeling van de extreme metalgenres deathmetal, doommetal, crustcore en black metal. De bands Autopsy, Darkthrone, My Dying Bride, Anathema, Opeth, Katatonia en Paradise Lost zijn het meest bekend geworden via Peaceville sinds de jaren 1990.
Na 25 jaar aan het roer te hebben gestaan, kondigde Halmshaw eind 2006 aan Peaceville te gaan verlaten. Zijn voormalige assistent Paul Groundwell nam het label over, in samenwerking met Snapper Music die sinds 2000 bij het platenlabel betrokken is als distributeur.

## Artiesten
Bekende en belangrijke bands in heden en verleden op het label:
| - Anathema - Asgaroth - At the Gates - Aura Noir - Autopsy - Barren Earth - Behemoth - Blackstar - Bloodbath | - Chumbawamba - Darkthrone - Deviated Instinct - Doom - Katatonia - Kong - My Dying Bride - Novembre - Opeth | - Paradise Lost - Porcupine Tree - Prophecy of Doom - The Provenance - Therion - Vital Remains |